# Many Shades of Black
Many Shades of Black è un singolo del gruppo rock statunitense The Raconteurs, pubblicato nel 2008 ed estratto dall'album Consolers of the Lonely.
Come B-side del 7" è inclusa una versione del brano interpretata insieme alla cantante britannica Adele.

## Tracce
- 7"

1. Many Shades of Black
2. Many Shades of Black (performed by The Raconteurs and Adele)

## Formazione
- Jack White
- Brendan Benson
- Jack Lawrence
- Patrick Keeler